# Sémaphore (signalisation maritime)
Pour les articles homonymes, voir sémaphore.

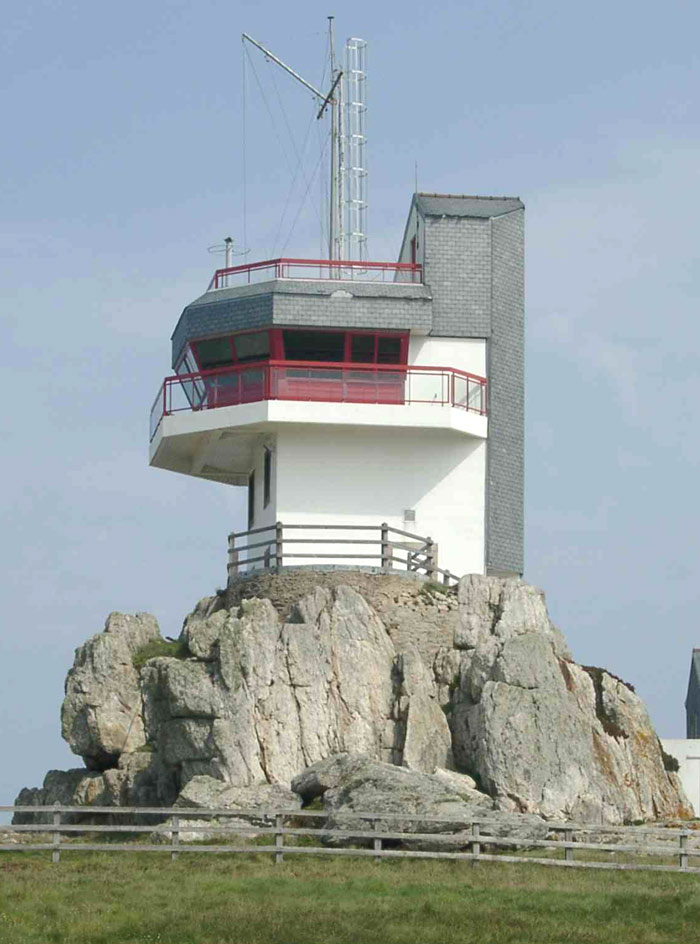
Ancien sémaphore du Créac'h à Ouessant (Finistère), au sommet de la tour de vigie. La passerelle de veille offre aux guetteurs sémaphoristes une vue panoramique.

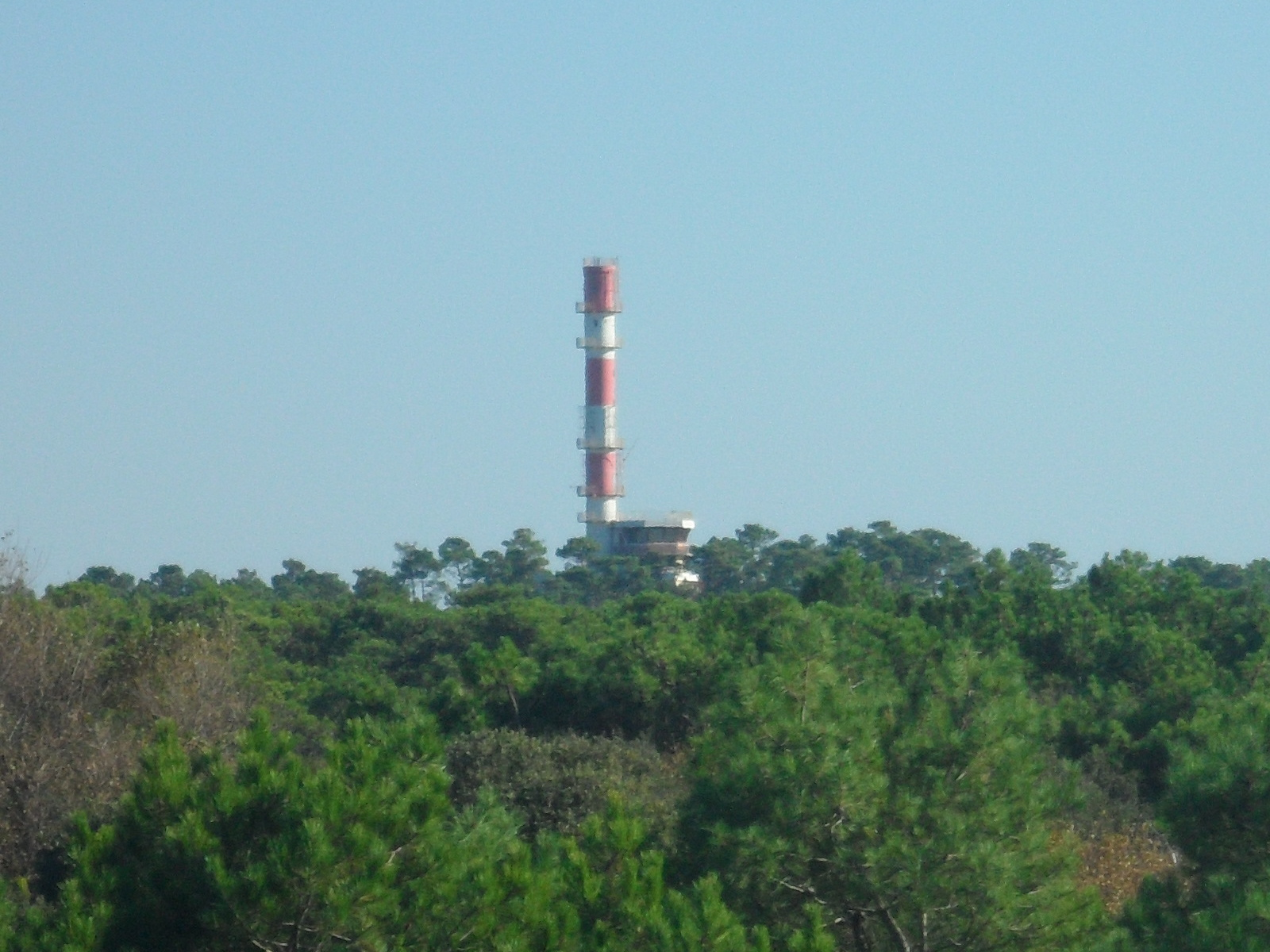
Ancien sémaphore des Mathes.

En français, lors de sa création en 1806 par l'amiral Louis Jacob sous Napoléon Ier, le sémaphore était un poste de défense établi sur la côte, chargé de surveiller les approches maritimes et de signaler par signaux optiques toute activité ennemie (le mot sémaphore vient du grec sema : « signe » et phoros : « qui porte », mais les fanaux antiques étaient nommés φανάρια - phanaria).
Dans la deuxième moitié du XIXe siècle, les sémaphores sont avec leur capacité télégraphique conçus comme un canal de communication, le seul pour l'époque en tout point de la côte entre les navires et la terre, notamment les armateurs. D'ailleurs, les sémaphores étaient des bureaux télégraphiques à part entière. L'aspect de surveillance complète ce rôle central : « Chaque poste sémaphorique est un œil - et un œil vigilant - ouvert sur la mer pour voir tout ce qui s'y passe. »
Aujourd'hui, le sémaphore est un poste de surveillance en bord de côte qui assure des missions diversifiées qui vont de l'assistance à la navigation jusqu'à la surveillance du territoire en passant par la régulation du trafic maritime et de la pêche.
Pour exercer ces missions, le personnel du sémaphore dispose d'une « chambre de veille » équipée de larges baies vitrées et de puissantes paires de jumelles (et éventuellement d'un télescope) donnant sur la zone maritime à surveiller, d'un radar et de moyens de radiocommunication. Le sémaphore est installé sur un point culminant de la côte si le relief s'y prête. La chambre de veille est généralement au sommet d'un bâtiment qui parfois s'apparente à une tour (sémaphore du Stiff).
Les sémaphores sont échelonnés tout au long des côtes françaises, chacun couvrant un secteur maritime défini.
Le réseau des sémaphores est de la responsabilité de la Marine nationale qui les arme en personnels militaires spécialisés : les guetteurs sémaphoriques. Ces militaires peuvent aussi accomplir des missions d'Action de l'État en mer (AEM) au sein d'un CROSS du fait de leurs connaissances particulières du trafic maritime et de leur sens marin dans la coordination de mission du sauvetage en mer.

## Détail des missions
Les sémaphores assurent des missions de service public :
- Secours et sauvetage (SAR) :
  - La plus connue de ces missions pour les marins est la veille sur la fréquence de détresse (canal 16 en VHF). Les navires peuvent lancer sur cette fréquence différents types de message d'alerte : naufrage imminent (signal mayday), demande d'assistance, panne grave, signalisation d'un objet flottant présentant un danger pour la navigation, etc. Les sémaphores à portée d'écoute répercutent immédiatement les messages aux CROSS chargés d'organiser si nécessaire les secours ;
  - Surveillance du plan d'eau ;
  - Participation à la coordination des opérations de sauvetage en mer avec les CROSS ;
  - Diffusion des AVURNAV ;
  - Diffusion de bulletins météorologiques périodiques à heures fixes et/ou à la demande des navires ainsi que des avis de coup de vent.

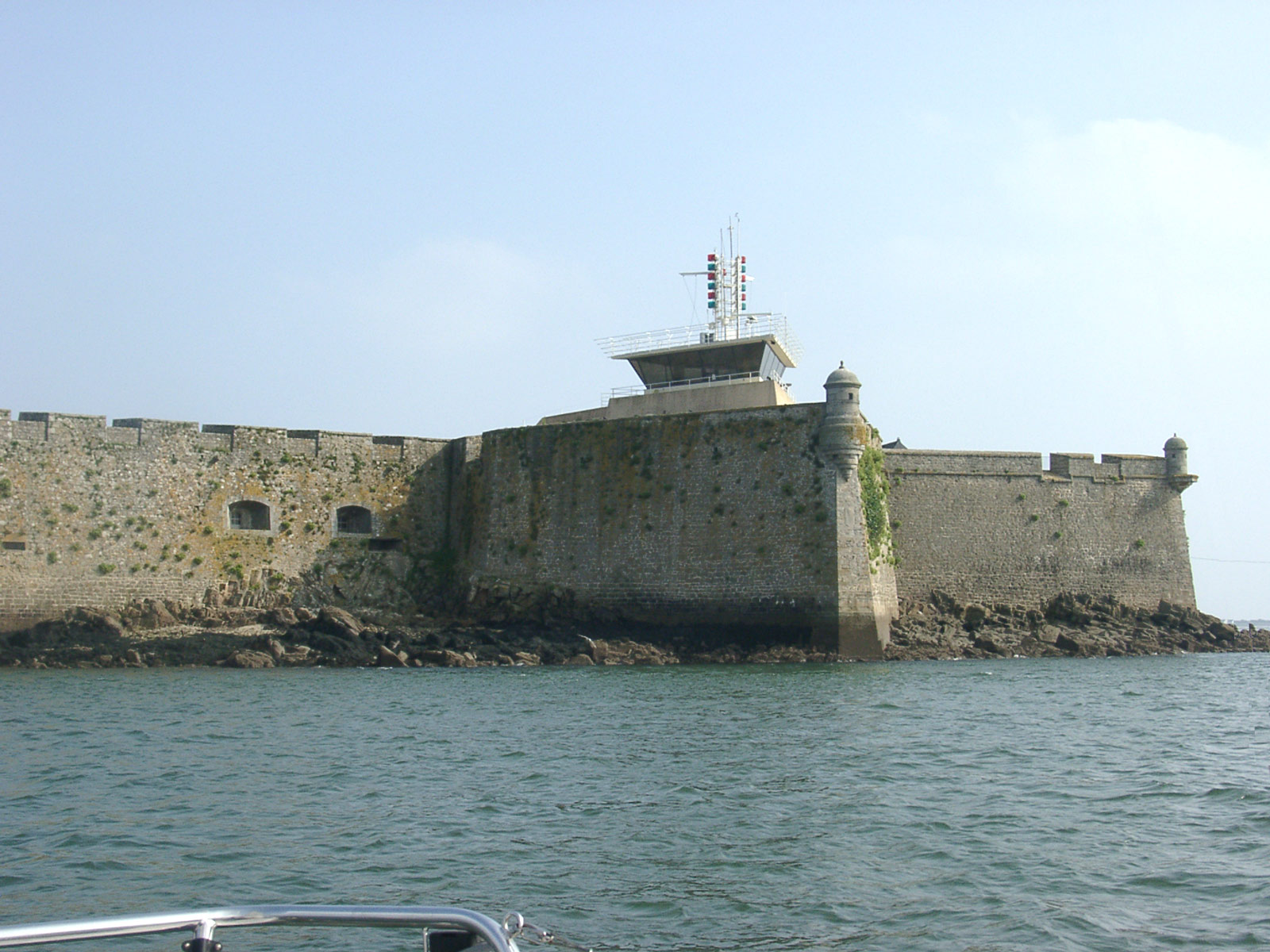
Ancienne vigie de Port-Louis (baie de Lorient).

- Régulation du trafic maritime et de l'activité de pêche :
  - Régulation du trafic des principaux ports de commerce ;
  - Surveillance des infractions à la réglementation relative à la navigation, notamment dans les rails de navigation ;
  - Application de la réglementation pour la pêche (surveillance des zones réservées et des périodes de pêche) ;
  - Surveillance des pollutions maritimes accidentelles.
- Surveillance du territoire :
  - Surveillance des activités dans la zone maritime attribuée : identification des navires, signalement des navires suspects aux autorités concernées (préfecture maritime) ;
  - Surveillance des approches des ports militaires.
- Autres missions spécifiques à certains sémaphores :
  - Observations et mesures météorologiques ;
  - Détection et surveillance des feux de forêt dans les zones littorales à risque ;
  - Surveillance de sites archéologiques sous-marins.

## Catégories de sémaphores
Les sémaphores sont classés en trois catégories :
- Les vigies assurent une veille permanente (24h/24) à l’entrée des ports militaires
- Les sémaphores de 1re catégorie assurent une veille permanente (24h/24) en des endroits remarquables de la côte ou dangereux pour la navigation, ainsi qu’à l’entrée des ports de commerce d’intérêt majeur (Le Havre, Marseille, Dunkerque…)
- Les sémaphores de 2e catégorie  assurent  une veille du lever au coucher du soleil.

Le personnel est constitué, selon la catégorie du sémaphore, de cinq à douze personnes désignées sous le terme de guetteurs, travaillant par quart comme sur un navire.

## Historique
- Les tours de guet romaines :

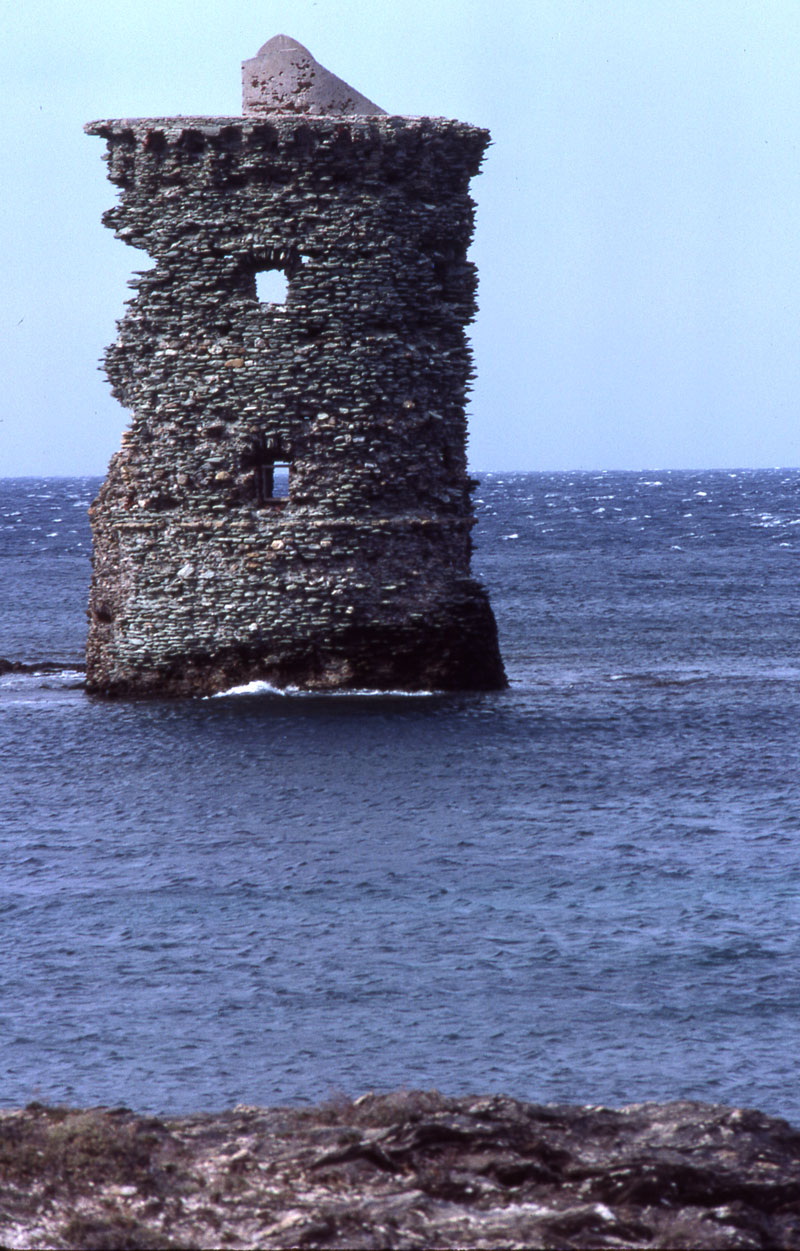
Tour de guet génoise au Cap Corse.

  - En Occident, les Romains furent les premiers à mettre en place un dispositif de surveillance du littoral composé de postes de guet communiquant par des signaux de fumée avec les postes militaires. Pas moins de 3 200 tours de guet furent installées, dont 1 200 en Gaule.
- XVe siècle : les tours génoises en Corse :
  - Pour lutter contre les incursions barbaresques, les Génois mettent en place en Corse un système de surveillance maritime reposant sur un réseau de 87 tours communiquant entre elles par des feux. On trouve un dispositif similaire à Jersey.
- XVIIe siècle : création des batteries de côte :
  - Le règne de Louis XIV est une longue suite de conflits qui opposent fréquemment la France et l'Angleterre. Colbert crée les batteries côtières qui communiquent à l'aide d'un code de pavillons pour assurer la protection des côtes contre l'ennemi.
- Les guerres révolutionnaires :
  - En 1789, l'ennemi est aux frontières et les batteries côtières reprennent du service.
- Plans, coupe et élévation du poste sémaphorique du Galéjon (1814).La naissance du sémaphore :

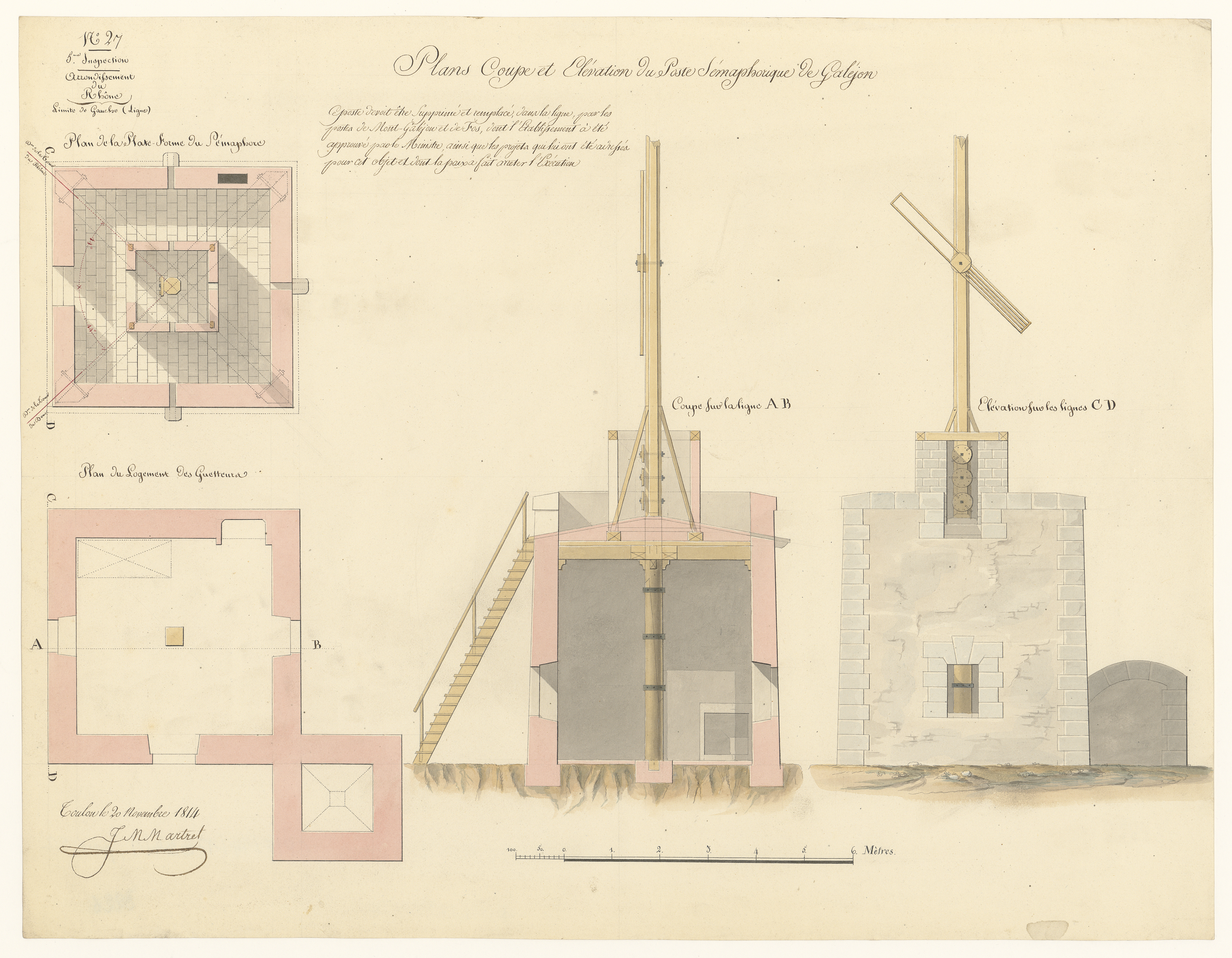
Plans, coupe et élévation du poste sémaphorique du Galéjon (1814).

  - En 1806, Napoléon Ier demande au ministère de la Marine de mettre en place un dispositif de surveillance des navires depuis la terre. Un officier d'artillerie, Charles Depillon, propose à la Marine un système sans doute inspiré du télégraphe de Chappe, appelé sémaphore. Ce système est composé d'un mât sur lequel sont articulés 4 bras pouvant prendre 301 positions. Les sémaphores sont nés. Des postes de surveillance équipés de ce dispositif sont installés tout au long de la côte[3].
  - Avec la chute de l'Empire, les sémaphores sont jugés superflus. Un système alternatif moins sophistiqué et à usage civil, le mât-pilote « Fénoux », est développé dans les années 1840 pour transmettre des consignes de manœuvre aux navires s'engageant dans certains ports ou estuaires.

- Deuxième moitié du XIXe siècle : l'apparition des missions de service public
  - En 1862, les sémaphores sont réactivés. Ils sont dotés d'un télégraphe pour permettre aux navires de transmettre leurs communications. Le service des sémaphores n'est assuré que pendant le jour, bureau télégraphique compris : « Chaque sémaphore est un bureau télégraphique, fonctionnant comme les autres bureaux et ouvert au public pour le service des dépêches privées, au départ comme à l'arrivée[2]. » et le guetteur touche 0,45 franc pour toute dépêche reçue ou expédiée. Les sémaphores sont également associés aux opérations de sauvetage et recueillent des informations météorologiques.
  - En principe, « on trouve un poste sémaphorique à peu près sur chaque point saillant de la côte[2]. » Généralement, les sémaphores communiquent entre eux par les mêmes moyens qu'avec les navires. Se ressemblant visuellement, chaque poste dispose d'un signal spécifique pour que les navires puissent l'identifier et l'utiliser comme repérage[2]. Les sémaphores utilisent deux langages : 
    - Les signaux basés sur les positions des bras articulés et qui sont compris par la marine de guerre.
    - Les signaux du code international des signaux datant de 1856 et basés sur les pavillons colorés, convertibles en lettres, elles-mêmes codées ou utilisées pour former un nom propre ou autre mot particulier[2] : l'association des pavillons blanc et rouge est comprise comme la lettre C ou le terme oui.

  - Certains sémaphores étaient équipés d'un petit canon ou caronade pour attirer l'attention de navires, notamment en cas de visibilité médiocre et de péril : quatre sémaphores en disposaient sur les onze des Côtes-d'Armor[2]. Les cent-trente et un « sémaphores étaient divisés en huit circonscriptions, chacune sous les ordres d'un capitaine de frégate inspecteur qui relevait du major-général de son arrondissement maritime[2]. »

- Changement de statut :  
  - En 1897, le personnel des sémaphores est désormais partie intégrante de la Marine.
- De nouvelles missions :
  - En 1958, le service de télégraphie est fermé. Les sémaphores sont désormais chargés de la surveillance de l'espace maritime, aérien et terrestre, militaire et civil. Ils doivent, en particulier, participer à la sécurité de la navigation et à la sauvegarde de la vie humaine dans la zone côtière.
- La création des CROSS :
  - Des pollutions massives par hydrocarbures des côtes bretonnes (Boelhen et Olympic Bravery en 1976, Amaco Cadiz en mars 1978 et Tanio en mars 1980), l'extension des zones maritimes placées sous souveraineté ou contrôle français, l'augmentation du trafic des navires de commerce et de leurs dimensions, l'explosion des activités de plaisance vont obliger l'État à mettre en place des structures pour mieux contrôler et coordonner ses actions en mer. En 1970 sont créés les CROSS (Centre Régional Opérationnel de Surveillance et de Sauvetage). Dirigés par des administrateurs des affaires maritimes, les CROSS sont occupés par du personnel de la Marine nationale. Les CROSS travaillent avec les sémaphores qui leur communiquent les appels de détresse.

## Implantation des sémaphores en France
Cette liste peut ne pas être à jour : voir site de la Marine nationale.

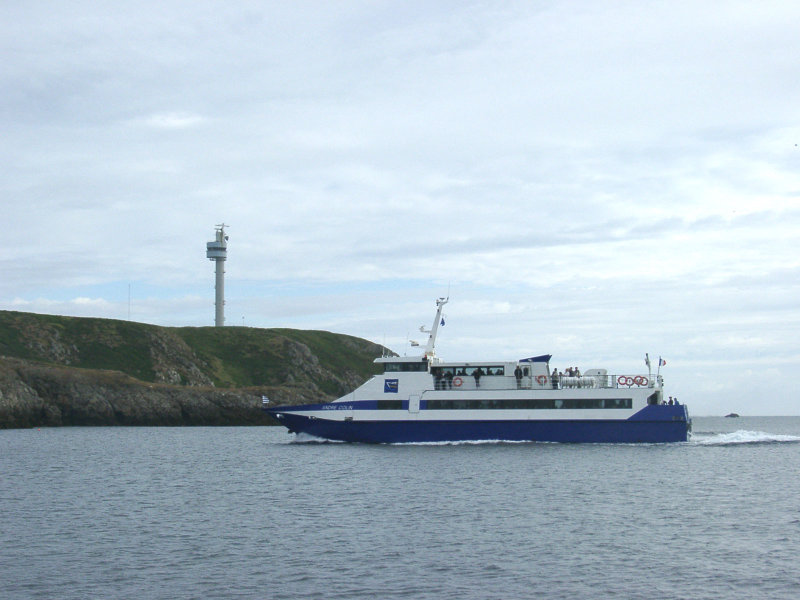
Vigie du Stiff à Ouessant chargée de la surveillance du rail.

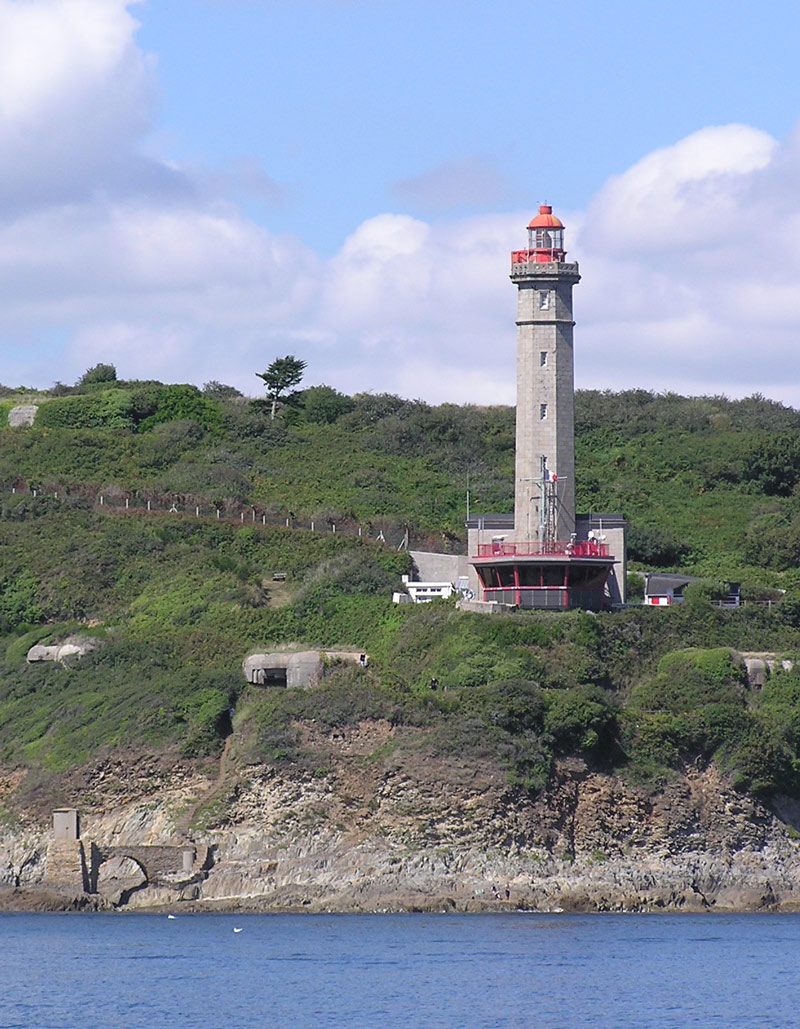
Vigie du Portzic au pied du phare à l'entrée de la rade de Brest.

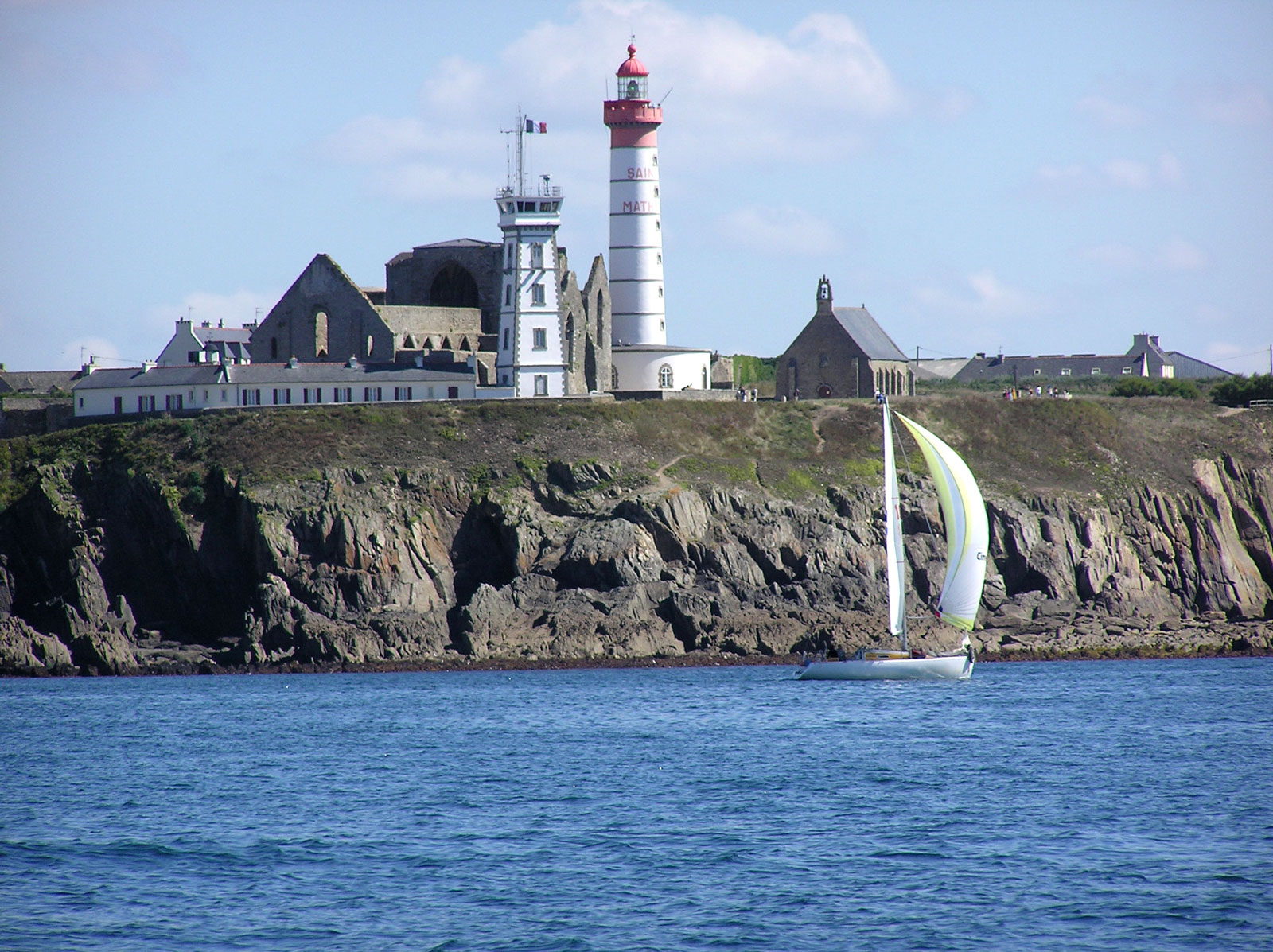
Vigie de la Pointe Saint-Mathieu (Finistère).

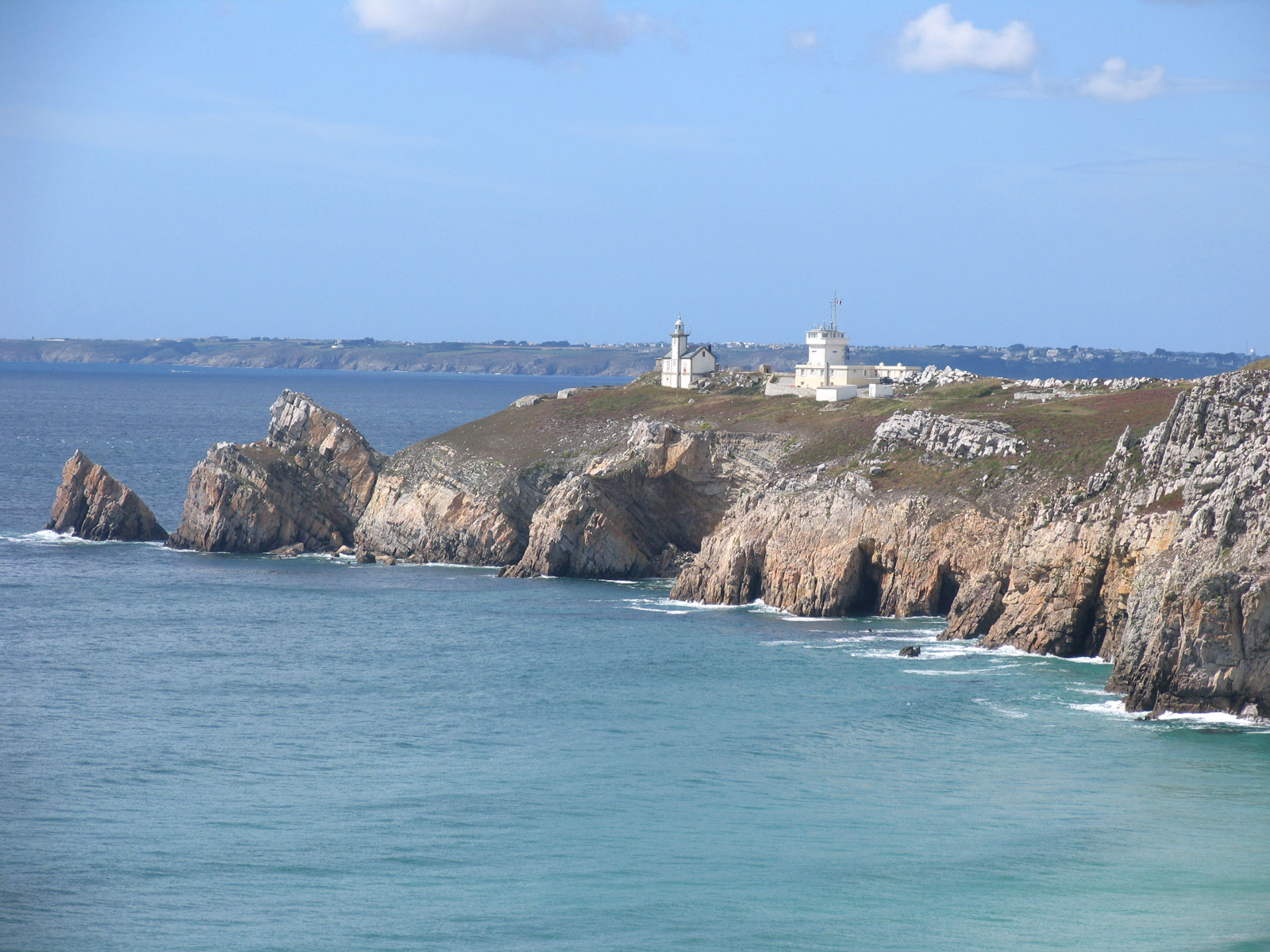
Sémaphore de la pointe du Toulinguet à Camaret-sur-Mer.

### Mancheau Nord duHavre
- Dunkerque (24h/24)
- Boulogne-sur-Mer (24h/24)
- Ault (24h/24)
- Dieppe (24h/24)
- Fécamp (24h/24)
- La Hève (24h/24)

### Manche au Sud du Havre
- Villerville (fermé)
- Port-en-Bessin (24h/24)
- Saint-Vaast-la-Hougue (24h/24)
- Barfleur (24h/24)
- cap Lévi (fermé)
- Le Homet (Vigie)
- vigie de l'Onglet (fermé)
- Querqueville (fermé)
- Jardeheu (fermé, devenu gîte)
- Cap de la Hague (24h/24)
- Jobourg
- Flamanville (fermé, devenu restaurant panoramique)
- Carteret (24h/24)
- Portbail (fermé)
- Saint-Germain-sur-Ay (fermé)
- Agon-Coutainville (fermé)
- Le Roc (24h/24)
- îles Chausey (fermé)

### Manche -BretagneNord
- Pointe du Grouin  (armé à la période estivale par du personnel réserviste) plus armé par des réservistes à compter de septembre 2022.
- Saint-Cast (24h/24)
- Saint-Quay
- Bréhat (24h/24)
- La Clarté - Ploumanac'h
- Île-de-Batz (24h/24)
- Brignogan
- Le Stiff (24h/24)

Vers 1865 il existait un sémaphore à Landéda.
Vers 1875 : il existait de plus des sémaphores aux points suivants des Côtes-du-Nord : Fréhel ; Erquy ; Roselier (entrée du Légué) ; Plouézec ; Chréach-ar-Maout (Pleubian) ; Port-Blanc ; Bihit (Trébeurden). Le sémaphore du Roselier avait entre autres mission d'indiquer les marées aux navires entrant (trois signaux spécifiques).

### Atlantique - Bretagne Sud
- Saint-Mathieu (24h/24)
- Le Portzic (vigie)
- Le Toulinguet (fermé en septembre 2019)
- Cap de la Chèvre (24h/24)
- Pointe du Raz (24h/24)
- Lervily sur la commune d'Esquibien (fermé, devenu gîte)
- Penmarc'h (24h/24)
- Lesconil (fermé, propriété municipale)
- Sainte-Marine (fermé)
- Penfret (fermé, site du Centre Nautique des Glénans)
- Beg Meil
- Trévignon  (fermé, devenu gîte)
- Beg Melen (24h/24)
- Le Talut (24h/24) depuis 2022
- Saint Julien (24h/24)
- Piriac-sur-Mer
- Chémoulin (24h/24)

### Atlantique- EntreNanteset la frontièreespagnole
- Saint Sauveur (24h/24)
- Les Baleines
- Chassiron (24h/24)
- Pointe de Grave (24h/24)
- Cap Ferret (24h/24)
- Messanges
- Socoa (24h/24)

### Méditerranée
- Béar (24h/24)
- Leucate (24h/24)
- Sète (24h/24)
- L'Espiguette (24h/24)
- La Couronne (24h/24)
- Bec de l'Aigle (24h/24)
- Cépet (Vigie)
- Porquerolles (24h/24)
- Cap Camarat (24h/24)
- Cap Dramont (24h/24)
- La Garoupe (24h/24)
- Cap Ferrat (24h/24)

### Corse
- Cap Corse (24h/24)
- L'Île-Rousse (24h/24)
- Cap Cavallo (désaffecté)
- La Parata (24h/24)
- Pertusato (24h/24)
- La Chiappa (24h/24)
- Alistro (24h/24)
- Sagro (24h/24)